# Juan Carlos Ferrero
Juan Carlos Ferrero Donat (ur. 12 lutego 1980 w Ontinyencie) – hiszpański tenisista i trener tenisa.
W zawodowym gronie tenisistów zadebiutował w 1998 roku. Ostatni mecz w karierze rozegrał 22 października 2012 roku w Walencji przegrywając w 1 rundzie z Nicolásem Almagro.
Hiszpan jest zwycięzcą French Open 2003 w grze pojedynczej. W tym samym roku został ponadto finalistą US Open, a rok wcześniej Tennis Masters Cup. W pozostałych turniejach wielkoszlemowych dochodził co najmniej do ćwierćfinału. Łącznie w singlu zwyciężył w 16 zawodach rangi ATP World Tour i 18 razy był uczestnikiem finałów.
W latach 2000, 2004 i 2009 zdobył wraz z reprezentacją Hiszpanii Puchar Davisa, a podczas edycji rozgrywek z 2003 i 2012 osiągał finał.
Dnia 8 września 2003 roku został sklasyfikowany na 1. miejscu w rankingu ATP. Na szczycie listy utrzymywał się w sumie przez 8 tygodni.

## Kariera tenisowa
W gronie juniorów doszedł w 1998 do finału French Open, ulegając 6:4, 4:6, 3:6 Fernando Gonzálezowi. W tym samym roku rozpoczął zawodowe występy w tenisie.
W 1999 otrzymał nagrodę Newcomer of the Year, za awans w ciągu roku o 302. pozycję, na miejsce nr 42. Wygrał swój pierwszy singlowy tytuł rangi ATP World Tour, na Majorce po pokonaniu w finale Àlexa Corretji.
Podczas sezonu 2000 osiągnął 2 finały, w Dubaju i Barcelonie. W imprezach wielkoszlemowych doszedł do półfinału French Open, eliminując m.in. w ćwierćfinale Àlexa Corretję. We wrześniu zagrał na igrzyskach olimpijskich w Sydney, gdzie awansował do ćwierćfinału, w którym poniósł porażkę z Arnaudem Di Pasquale. Ferrero zadebiutował również w reprezentacji Hiszpanii w Pucharze Davisa przyczyniając się do zdobycia pierwszego dla kraju tytułu. Wystąpił w ćwierćfinale przeciwko Rosji, w półfinale ze Stanami Zjednoczonymi oraz w finale z Australią. Zagrał w tej edycji w 5 meczach, wszystkie wygrywając.
Kolejne 4 tytuły wygrał w 2001, a także uczestniczył w 2 finałach. Jednym ze zwycięstw Ferrera jest impreza ATP Masters Series w Rzymie. Podczas sezonu gry na kortach ziemnych miał serię 16 meczów bez porażki, którą zakończył Albert Portas w finale turnieju ATP Masters Series w Hamburgu. Ponownie Ferrero osiągnął półfinał French Open, a na koniec roku zakwalifikował się do zawodów Tennis Masters Cup, z których odpadł w półfinale. Sezon zakończył jako 5. tenisista w rankingu ATP.
W 2002 roku tenisista hiszpański został mistrzem 2 turniejów, w tym zawodów ATP Masters Series w Monte Carlo. Największy w sezonie sukces odniósł w Paryżu podczas French Open, docierając do finału po pokonaniu m.in. Andre Agassiego i Marata Safina. Spotkanie o tytuł przegrał 1:6, 0:6, 6:4, 3:6 z Albertem Costą. W listopadzie został finalistą Tennis Masters Cup ulegając 5:7, 5:7, 6:2, 6:2, 4:6 Lleyonowi Hewittowi. Ferrero ukończył 2002 rok jako 4. tenisista na świecie.
Największy w karierze sukces Ferrero odniósł w czerwcu 2003 triumfując we French Open. W półfinale wyeliminował broniącego tytuł Alberta Costę, a w finale wynikiem 6:1, 6:3, 6:2 Martina Verkerka. Hiszpan został także wicemistrzem US Open, w ćwierćfinale pokonując mistrza z 2002, Lleytona Hewitta, i w półfinale Andre Agassiego. Pojedynek finałowy przegrał z Andym Roddickiem. Ferrero został także ćwierćfinalistą Australian Open i doszedł do 4 rundy Wimbledonu, ustanawiając swój najlepszy wynik 20 zwycięstw w zawodach wielkoszlemowych w karierze. Oprócz sukcesu we French Open został zwycięzcą 3 innych imprez, w tym ATP Masters Series w Monte Carlo i Madrycie (korty twarde w hali). Z turnieju Tennis Masters Cup odpadł po meczach grupowych. Po zakończeniu US Open Hiszpan został liderem rankingu zajmując tę pozycję przez 8 tygodni, natomiast sezon zakończył jako nr 3. w klasyfikacji ATP z 67 zwycięskimi meczami na koncie. Reprezentując swój kraj w Pucharze Davisa awansował z zespołem do finału, w którym Hiszpanie przegrali 1:3 z Australią. Ferrero poniósł 5–setowe porażki z Lleytonem Hewittem i Markiem Philippoussisem.
Najlepszy wielkoszlemowy rezultat w sezonie 2004 Ferrero ustanowił podczas Australian Open, awansując do półfinału, w którym uległ Rogerowi Federerowi. Został finalistą 1 turnieju, halowej imprezy w Rotterdamie. Kilkakrotnie w ciągu roku leczył kontuzje, np. przed French Open urazy nadgarstka i żeber. W paryskim turnieju startował nie w pełni przygotowany, przez co odpadł z rywalizacji w 2 rundzie. Hiszpan zagrał na igrzyskach olimpijskich w Atenach, ponosząc porażkę w 2 rundzie. Na koniec roku sklasyfikowano go na 31. miejscu rankingu ATP. W sezonie tym po raz drugi w karierze zdobył z reprezentacją Puchar Davisa. Hiszpanie triumfowali 3:2 ze Stanami Zjednoczonymi w finale, a Ferrero przegrał mecz deblowy partnerując Tommyemu Robredo. W ćwierćfinałowej rywalizacji z Holandią Frerrero wywalczył 2 punkty, a w półfinale przeciwko Francji 1 punkt.
Rok 2005 Hiszpan zakończył na 17. miejscu w rankingu, zostając finalistą turniejów w Barcelonie i Wiedniu. Awansował także do półfinału zawodów ATP Masters Series w Monte Carlo. Pomógł także reprezentacji narodowej pozostać w najwyższej klasie rozgrywkowej Pucharu Davisa, wygrywając decydujący punkt w barażach przeciwko Włochom.
Swój najlepszy wynik w 2006 roku tenisista hiszpański ustanowił latem podczas turnieju ATP Masters Series w Cincinnati, osiągając finał. Wyeliminował 3 tenisistów z czołowej dziesiątki rankingu, Jamesa Blake (nr 5.), Rafaela Nadala (wicelider), Tommyego Robredo (nr 7.). Pojedynek o tytuł przegrał 3:6, 4:6 z Andym Roddickiem.
W sezonie 2007 najlepsze wyniki Ferrero osiągnął na kortach ziemnych, awansując w lutym do finału w Costa do Sauípe i półfinału w Acapulco. W kwietniu dotarł do półfinału ATP Masters Series w Monte Carlo. Po raz pierwszy w karierze awansował do ćwierćfinału Wimbledonu, ulegając w 4 setach Rogerowi Federerowi.
W 2008 roku awansował na początku sezonu do finału w Auckland i 4 rundy Australian Open. Potem u Hiszpana pojawiły się problemy zdrowotne. Ze względu na uraz nogi poddał mecz 1 rundy French Open, a na Wimbledonie przez kontuzję ścięgna udowego pojedynek 2 rundy. Na US Open nie wystartował przez problemy z ramieniem. Powrócił do rywalizacji pod koniec września, do końca roku dochodząc do ćwierćfinałów w Pekinie i Lyonie.
W kwietniu 2009 roku Hiszpan zwyciężył w Casablance, triumfując w imprezie ATP World Tour po raz pierwszy od października 2003, gdy był najlepszy w Madrycie. Ponadto został finalistą zawodów w Umagu. W czerwcu wygrał 400 mecz w karierze, na trawiastych kortach w Londynie. Doszedł również po raz drugi do ćwierćfinału Wimbledonu, ulegając Andyemu Murrayowi. Wspólnie z reprezentacją odniósł zwycięstwo w Pucharze Davisa, mimo że w finałowej rundzie z Czechami nie zagrał. Wywalczył za to decydujący punkt w ćwierćfinale z Niemcami i wygrał 1 punkt w półfinale z Izraelem.
Ferrero w 2010 roku został mistrzem 3 turniejów, w lutym w Costa do Sauípe i Buenos Aires i w sierpniu w Umagu. Zagrał jeszcze przegrany finał w Acapulco. W zawodach ATP World Tour Masters 1000 w Monte Carlo doszedł do ćwierćfinału. Osiągnął też serię 14 meczów bez porażki, na podłożu ziemnym. W październiku poddał się operacji lewego kolana i prawego nadgarstka.
Przedłużająca się rehabilitacja sprawiła, że Hiszpan do gry wrócił w kwietniu na turniej w Barcelonie, gdzie doszedł do ćwierćfinału. Na początku maja zagrał w Madrycie, odpadając w 1 rundzie, a potem nie grał przez 2 miesiące przez odnowione urazy z sezonu 2010. Powrócił w lipcu na zawody w Stuttgarcie odnosząc tam końcowe zwycięstwo, po finale z Pablem Andújarem. W sierpniu doszedł do półfinału w Umagu. Ponadto zagrał na US Open docierając do 4 rundy, w której uległ Janko Tipsareviciowi.
W roku 2012 został finalistą Pucharu Davisa. W finale nie zagrał, jednak zdobył punkt dla reprezentacji w 1 rundzie z Kazachstanem. We wrześniu Ferrero poinformował, że sezon 2012 to ostatni w jego karierze, a finałowym turniejem jaki rozegra będą październikowe zawody w Walencji. Z imprezy tej odpadł w 1 rundzie pokonany przez Nicolása Almagro.
Styl gry Ferrero opierał się na mocnych uderzeniach z linii końcowej, rzadziej decydował się na atak przy siatce. Szczupły, o dobrej kondycji, szybko poruszał się po korcie, a także dysponował bardzo mocnym forhendem. Najsłabszym elementem w grze Hiszpana był return.

### Finały w turniejach ATP World Tour
| Legenda                                      |
| -------------------------------------------- |
| Wielki Szlem                                 |
| Igrzyska olimpijskie                         |
| Tennis Masters Cup / ATP Finals              |
| ATP Masters Series / ATP Tour Masters 1000   |
| ATP International Series Gold / ATP Tour 500 |
| ATP International Series / ATP Tour 250      |

#### Gra pojedyncza (16–18)
| Końcowy wynik | Nr  | Data                 | Turniej            | Nawierzchnia  | Przeciwnik            | Wynik finału               |
| ------------- | --- | -------------------- | ------------------ | ------------- | --------------------- | -------------------------- |
| Zwycięzca     | 1.  | 20 października 1999 | Majorka            | Ceglana       | Àlex Corretja         | 2:6, 7:5, 6:3              |
| Finalista     | 1.  | 13 lutego 2000       | Dubaj              | Twarda        | Nicolas Kiefer        | 5:7, 6:4, 3:6              |
| Finalista     | 2.  | 30 kwietnia 2000     | Barcelona          | Ceglana       | Marat Safin           | 3:6, 3:6, 4:6              |
| Zwycięzca     | 2.  | 3 marca 2001         | Dubaj              | Twarda        | Marat Safin           | 6:2, 3:1 krecz             |
| Zwycięzca     | 3.  | 15 kwietnia 2001     | Estoril            | Ceglana       | Félix Mantilla        | 7:6(3), 4:6, 6:3           |
| Zwycięzca     | 4.  | 29 kwietnia 2001     | Barcelona          | Ceglana       | Carlos Moyá           | 4:6, 7:5, 6:3, 3:6, 7:5    |
| Zwycięzca     | 5.  | 13 maja 2001         | Rzym               | Ceglana       | Gustavo Kuerten       | 3:6, 6:1, 2:6, 6:4, 6:2    |
| Finalista     | 3.  | 20 maja 2001         | Hamburg            | Ceglana       | Albert Portas         | 6:4, 2:6, 6:0, 6:7(5), 5:7 |
| Finalista     | 4.  | 15 lipca 2001        | Gstaad             | Ceglana       | Jiří Novák            | 1:6, 7:6(5), 5:7           |
| Zwycięzca     | 6.  | 21 kwietnia 2002     | Monte Carlo        | Ceglana       | Carlos Moyá           | 7:5, 6:3, 6:4              |
| Finalista     | 5.  | 9 czerwca 2002       | French Open, Paryż | Ceglana       | Albert Costa          | 1:6, 0:6, 6:4, 3:6         |
| Finalista     | 6.  | 28 lipca 2002        | Kitzbühel          | Ceglana       | Àlex Corretja         | 4:6, 1:6, 3:6              |
| Zwycięzca     | 7.  | 29 września 2002     | Hongkong           | Twarda        | Carlos Moyá           | 6:3, 1:6, 7:6(4)           |
| Finalista     | 7.  | 17 listopada 2002    | Szanghaj           | Twarda (hala) | Lleyton Hewitt        | 5:7, 5:7, 6:2, 6:2, 4:6    |
| Finalista     | 8.  | 11 stycznia 2003     | Sydney             | Twarda        | Lee Hyung-taik        | 6:4, 6:7(6), 6:7(4)        |
| Zwycięzca     | 8.  | 20 kwietnia 2003     | Monte Carlo        | Ceglana       | Guillermo Coria       | 6:2, 6:2                   |
| Zwycięzca     | 9.  | 4 maja 2003          | Walencja           | Ceglana       | Christophe Rochus     | 6:2, 6:4                   |
| Zwycięzca     | 10. | 8 czerwca 2003       | French Open, Paryż | Ceglana       | Martin Verkerk        | 6:1, 6:3, 6:2              |
| Finalista     | 9.  | 7 września 2003      | US Open, Nowy Jork | Twarda        | Andy Roddick          | 3:6, 6:7(2), 3:6           |
| Finalista     | 10. | 28 września 2003     | Bangkok            | Twarda (hala) | Taylor Dent           | 3:6, 6:7(5)                |
| Zwycięzca     | 11. | 19 października 2003 | Madryt             | Twarda (hala) | Nicolás Massú         | 6:3, 6:4, 6:3              |
| Finalista     | 11. | 22 lutego 2004       | Rotterdam          | Twarda (hala) | Lleyton Hewitt        | 7:6(1), 5:7, 4:6           |
| Finalista     | 12. | 24 kwietnia 2005     | Barcelona          | Ceglana       | Rafael Nadal          | 1:6, 6:7(4), 3:6           |
| Finalista     | 13. | 16 października 2005 | Wiedeń             | Twarda (hala) | Ivan Ljubičić         | 2:6, 4:6, 6:7(5)           |
| Finalista     | 14. | 20 sierpnia 2006     | Cincinnati         | Twarda        | Andy Roddick          | 3:6, 4:6                   |
| Finalista     | 15. | 18 lutego 2007       | Costa do Sauípe    | Ceglana       | Guillermo Cañas       | 6:7(4), 2:6                |
| Finalista     | 16. | 12 stycznia 2008     | Auckland           | Twarda        | Philipp Kohlschreiber | 6:7(4), 5:7                |
| Zwycięzca     | 12. | 12 kwietnia 2009     | Casablanca         | Ceglana       | Florent Serra         | 6:4, 7:5                   |
| Finalista     | 17. | 2 sierpnia 2009      | Umag               | Ceglana       | Nikołaj Dawydienko    | 3:6, 0:6                   |
| Zwycięzca     | 13. | 14 lutego 2010       | Costa do Sauípe    | Ceglana       | Łukasz Kubot          | 6:1, 6:0                   |
| Zwycięzca     | 14. | 21 lutego 2010       | Buenos Aires       | Ceglana       | David Ferrer          | 5:7, 6:4, 6:3              |
| Finalista     | 18. | 27 lutego 2010       | Acapulco           | Ceglana       | David Ferrer          | 3:6, 6:3, 1:6              |
| Zwycięzca     | 15. | 1 sierpnia 2010      | Umag               | Ceglana       | Potito Starace        | 6:4, 6:4                   |
| Zwycięzca     | 16. | 17 lipca 2011        | Stuttgart          | Ceglana       | Pablo Andújar         | 6:4, 6:0                   |

### Osiągnięcia w turniejach Wielkiego Szlema i ATP World Tour Masters 1000 (gra pojedyncza)
| Turniej                     | 1999                            | 2000                            | 2001                            | 2002                            | 2003                            | 2004                            | 2005                            | 2006                            | 2007                            | 2008                            | 2009             | 2010             | 2011             | 2012             | Wygrane turnieje | Bilans w turnieju |
| Wielki Szlem                | Wielki Szlem                    | Wielki Szlem                    | Wielki Szlem                    | Wielki Szlem                    | Wielki Szlem                    | Wielki Szlem                    | Wielki Szlem                    | Wielki Szlem                    | Wielki Szlem                    | Wielki Szlem                    | Wielki Szlem     | Wielki Szlem     | Wielki Szlem     | Wielki Szlem     | Wielki Szlem     | Wielki Szlem      |
| --------------------------- | ------------------------------- | ------------------------------- | ------------------------------- | ------------------------------- | ------------------------------- | ------------------------------- | ------------------------------- | ------------------------------- | ------------------------------- | ------------------------------- | ---------------- | ---------------- | ---------------- | ---------------- | ---------------- | ----------------- |
| Australian Open             | –                               | 3R                              | 2R                              | –                               | QF                              | SF                              | 3R                              | 3R                              | 2R                              | 4R                              | 1R               | 1R               | –                | 1R               | 0 / 11           | 20–11             |
| French Open                 | –                               | SF                              | SF                              | F                               | W                               | 2R                              | 3R                              | 3R                              | 3R                              | 1R                              | 2R               | 3R               | –                | 2R               | 1 / 12           | 34–11             |
| Wimbledon                   | –                               | –                               | 3R                              | 2R                              | 4R                              | 3R                              | 4R                              | 3R                              | QF                              | 2R                              | QF               | 1R               | –                | 1R               | 0 / 11           | 22–11             |
| US Open                     | 1R                              | 4R                              | 3R                              | 3R                              | F                               | 2R                              | 1R                              | 2R                              | 1R                              | –                               | 4R               | 3R               | 4R               | –                | 0 / 12           | 23–12             |
| Wygrane turnieje            | 0 / 1                           | 0 / 3                           | 0 / 4                           | 0 / 3                           | 1 / 4                           | 0 / 4                           | 0 / 4                           | 0 / 4                           | 0 / 4                           | 0 / 3                           | 0 / 4            | 0 / 4            | 0 / 1            | 0 / 3            | 1 / 46           | N/A               |
| Bilans spotkań              | 0–1                             | 10–3                            | 10–4                            | 9–3                             | 20–3                            | 9–4                             | 7–4                             | 7–4                             | 7–4                             | 4–3                             | 8–4              | 4–4              | 3–1              | 1–3              | N/A              | 99–45             |
| ATP World Tour Finals       |                                 |                                 |                                 |                                 |                                 |                                 |                                 |                                 |                                 |                                 |                  |                  |                  |                  |                  |                   |
| ATP World Tour Finals       | –                               | –                               | SF                              | F                               | RR                              | –                               | –                               | –                               | –                               | –                               | –                | –                | –                | –                | 0 / 3            | 5–7               |
| ATP World Tour Masters 1000 |                                 |                                 |                                 |                                 |                                 |                                 |                                 |                                 |                                 |                                 |                  |                  |                  |                  |                  |                   |
| Indian Wells                | –                               | 1R                              | 1R                              | 1R                              | 2R                              | –                               | 2R                              | 3R                              | 4R                              | 4R                              | –                | 3R               | –                | –                | 0 / 9            | 8–9               |
| Miami                       | –                               | 2R                              | 4R                              | 3R                              | 3R                              | –                               | 4R                              | 2R                              | 2R                              | 3R                              | –                | 4R               | –                | –                | 0 / 9            | 10–9              |
| Monte Carlo                 | –                               | QF                              | 2R                              | W                               | W                               | 1R                              | SF                              | 3R                              | SF                              | 3R                              | –                | QF               | –                | –                | 2 / 10           | 31–8              |
| Stuttgart/Madryt            | –                               | 2R                              | 2R                              | QF                              | W                               | 2R                              | 1R                              | 2R                              | 3R                              | –                               | 2R               | –                | 1R               | 1R               | 1 / 11           | 10–10             |
| Rzym                        | –                               | 3R                              | W                               | 2R                              | SF                              | –                               | –                               | 1R                              | 2R                              | 3R                              | –                | 1R               | –                | 3R               | 1 / 9            | 18–8              |
| Montreal/Toronto            | –                               | 3R                              | QF                              | 2R                              | 3R                              | 1R                              | 3R                              | 2R                              | 1R                              | –                               | 3R               | –                | 1R               | –                | 0 / 10           | 13–10             |
| Cincinnati                  | –                               | 1R                              | 2R                              | SF                              | 2R                              | 2R                              | 2R                              | F                               | 3R                              | –                               | 1R               | –                | 1R               | –                | 0 / 10           | 15–10             |
| Szanghaj                    | Nie ATP World Tour Masters 1000 | Nie ATP World Tour Masters 1000 | Nie ATP World Tour Masters 1000 | Nie ATP World Tour Masters 1000 | Nie ATP World Tour Masters 1000 | Nie ATP World Tour Masters 1000 | Nie ATP World Tour Masters 1000 | Nie ATP World Tour Masters 1000 | Nie ATP World Tour Masters 1000 | Nie ATP World Tour Masters 1000 | 1R               | –                | 3R               | –                | 0 / 2            | 2–2               |
| Paryż                       | 2R                              | SF                              | 3R                              | 2R                              | 3R                              | –                               | 3R                              | –                               | 1R                              | –                               | –                | –                | 1R               | –                | 0 / 8            | 7–8               |
| Hamburg                     | –                               | 2R                              | F                               | 1R                              | –                               | –                               | 3R                              | 3R                              | 3R                              | –                               | Nie Masters 1000 | Nie Masters 1000 | Nie Masters 1000 | Nie Masters 1000 | 0 / 6            | 12–6              |
| Wygrane turnieje            | 0 / 1                           | 0 / 9                           | 1 / 9                           | 1 / 9                           | 2 / 8                           | 0 / 4                           | 0 / 8                           | 0 / 8                           | 0 / 9                           | 0 / 4                           | 0 / 4            | 0 / 4            | 0 / 5            | 0 / 2            | 4 / 84           | N/A               |
| Bilans spotkań              | 1–1                             | 11–9                            | 19–8                            | 15–8                            | 21–6                            | 1–4                             | 14–8                            | 11–8                            | 13–9                            | 7–4                             | 3–4              | 6–4              | 2–5              | 2–2              | N/A              | 126–80            |
| Ranking na koniec sezonu    |                                 |                                 |                                 |                                 |                                 |                                 |                                 |                                 |                                 |                                 |                  |                  |                  |                  |                  |                   |
|                             | 42                              | 12                              | 5                               | 4                               | 3                               | 31                              | 17                              | 23                              | 24                              | 55                              | 23               | 29               | 50               | 213              | N/A              | N/A               |

Legenda
     W, wygrał turniej
     F, przegrał w finale
     SF, przegrał w półfinale
     QF, przegrał w ćwierćfinale
     4R, 3R, 2R, 1R przegrał w IV, III, II, I rundzie
     RR, odpadł w fazie grupowej
     –, nie startował w turnieju głównym

## Kariera trenerska
Od lipca 2017 do lutego 2018 Ferrero był trenerem Alexandra Zvereva, który w tym czasie wygrał jeden tytuł ATP World Tour Masters 1000 oraz sezon 2017 zakończył na 4. miejscu w rankingu ATP. Od września 2018 jest trenerem Carlosa Alcaraza. Ferrero prowadzi również własną akademię JC Ferrero Tennis Academy.